# 홍재하 (1852년)
홍재하(洪在夏, 1852년 음력 2월 14일 ~ ?)는 대한제국의 관료 출신으로 일제 강점기에 조선총독부 중추원 부찬의를 지냈다. 본적지는 서울 서대문구 아현동이다.

## 생애
1882년부터 삼군부와 훈련원, 포도청 등에서 근무한 무관이었다. 1888년 내금위장을 맡은 것을 마지막으로 문관 관직으로 이동했다. 갑오개혁 이후 농상공부에서 주사 등 관리로 일했다. 1908년에는 대한협회 회원으로 활동하기도 했다. 한일 병합 조약 체결 후인 1911년 중추원 부찬의에 임명되어 1921년 관제 개편 때까지 재직했다. 1912년 한국병합기념장도 서훈받았다.
2002년 민족정기를 세우는 국회의원모임이 발표한 친일파 708인 명단, 2008년 민족문제연구소에서 친일인명사전에 수록하기 위해 정리한 친일인명사전 수록예정자 명단, 2006년 친일반민족행위진상규명위원회가 조사 발표한 친일반민족행위 106인 명단에 모두 포함되었다.

## 같이 보기
- 조선총독부 중추원

## 참고 자료
- 친일반민족행위진상규명위원회 (2006년 12월). 〈홍재하〉 (PDF). 《2006년도 조사보고서 II - 친일반민족행위결정이유서》. 서울. 410~413쪽쪽. 발간등록번호 11-1560010-0000002-10. 2007년 10월 8일에 원본 문서 (PDF)에서 보존된 문서. 2007년 6월 24일에 확인함.